# 2006 în cinematografie
- 2005 în cinematografie — 2006 în cinematografie — 2007 în cinematografie

## Evenimente
- 11 ianuarie: Filmul lui Cristi Puiu Moartea domnului Lăzărescu, premiat la Cannes anul precedent, la secțiunea Un certain regard, rulează și în Franța sub titlu "La mort de Dante Lăzărescu"
- 2 februarie: Se desfășoară la un cinematograf din centrul Londrei cea de-a treia ediție a Festivalului filmului românesc, organizat de Centrul Cultural Român de la Londra și Centrul Național al Cinematografiei (2-5 februarie)

## Festivaluri
- 25 ianuarie-5 februarie: Cea de-a 35-a ediție a Festivalul Internațional de Film de la Rotterdam, Olanda
- 9 - 19 februarie: Festivalul de Film de la Berlin, ajuns la cea de-a 56-a ediție; 19 filme în competiție pentru trofeul Ursul de Aur, acordat celui mai bun film și pentru Ursul de Argint pentru cel mai bun regizor, cea mai bună actriță și cel mai bun actor. România este reprezentată de "Legături bolnăvicioase" - regia Tudor Giurgiu (secțiunea Panorama), "Tertium non datur" - Lucian Pintilie și "Visul lui Liviu" - Corneliu Porumboiu (secțiunea Forum)
- 27 martie-2 aprilie: Bucureștiul este gazda Festivalului Internațional de Film B-ES
- 2- 11 iunie: Festivalul Internațional de Film Transilvania. Trofeul Transilvania a fost câștigat de filmul "A fost sau n-a fost" în regia lui Corneliu Porumboiu.
- 20-28 octombrie: La Festivalul "Săptămâna Internațională a Filmului", desfășurat la Valladolid, pelicula "Cum mi-am petrecut sfârșitul lumii", în regia lui Cătălin Mitulescu, a câștigat Premiul Tineretului în cadrul secțiunii "Punto de encuentro" ("Punct de întâlnire").
- 23-26 noiembrie:  Cea de-a 16-a ediție a Festivalului Internațional de Film DaKINO.

## Premiere românești
- A fost sau n-a fost? – Corneliu Porumboiu
- Azucena – Mircea Mureșan
- Cum mi-am petrecut sfârșitul lumii – Cătălin Mitulescu
- Happy End – Radu Potcoavă
- Hârtia va fi albastră – Radu Muntean
- Lacrimi de iubire – Iura Luncașu
- Legături bolnăvicioase – Tudor Giurgiu
- Margot – Ioan Cărmăzan
- Marilena de la P7 – Cristian Nemescu
- Păcală se întoarce – Geo Saizescu
- Ryna – Ruxandra Zenide
- Și totul era nimic... – Cristina Nichituș
- Trei frați de belea – Teodor Halacu Nicon

## Filmele cu cele mai mari încasări
| #   | Titlu                                      | Studio                          | Încasări mondiale |
| --- | ------------------------------------------ | ------------------------------- | ----------------- |
| 1.  | Pirates of the Caribbean: Dead Man's Chest | Disney                          | $1,066,179,725    |
| 2.  | The Da Vinci Code                          | Columbia                        | $758,239,851      |
| 3.  | Ice Age: The Meltdown                      | Fox / Blue Sky                  | $660,940,780      |
| 4.  | Casino Royale                              | MGM / Columbia                  | $599,045,960      |
| 5.  | Night at the Museum                        | Fox                             | $574,480,052      |
| 6.  | Cars                                       | Disney / Pixar                  | $461,983,149      |
| 7.  | X-Men: The Last Stand                      | Fox                             | $459,359,555      |
| 8.  | Mission: Impossible III                    | Paramount                       | $397,850,012      |
| 9.  | Superman Returns                           | Warner Bros. / Village Roadshow | $391,081,192      |
| 10. | Happy Feet                                 | Warner Bros.                    | $384,335,608      |

## Premii

### Oscar
- Cel mai bun film: Crash
- Cel mai bun actor: Philip Seymour Hoffman
- Cea mai bună actriță: Reese Witherspoon
- Cel mai bun film străin: Tsotsi

Articol detaliat: Oscar 2006

### César
- Cel mai bun film: The Beat That My Heart Skipped
- Cel mai bun actor: Michel Bouquet
- Cea mai bună actriță: Nathalie Baye
- Cel mai bun film străin: Million Dollar Baby

Articol detaliat: César 2006

### Globul de Aur
- Dramă
- Cel mai bun film: Brokeback Mountain
- Cel mai bun actor: Philip Seymour Hoffman
- Cea mai bună actriță: Felicity Huffman
- Muzical sau comedie
- Cel mai bun film: Walk the Line
- Cel mai bun actor: Joaquin Phoenix
- Cea mai bună actriță: Reese Witherspoon

### BAFTA
- Cel mai bun film: Brokeback Mountain
- Cel mai bun actor: Philip Seymour Hoffman
- Cea mai bună actriță: Reese Witherspoon
- Cel mai bun film străin: The Beat That My Heart Skipped